# Leon De La Mothe
Leon De La Mothe, noto anche con lo pseudonimo di Leon D. Kent (New Orleans, 26 dicembre 1880 – Woodland Hills, 12 giugno 1942), è stato un regista, attore e sceneggiatore statunitense del cinema muto.

## Biografia
Nella sua carriera, diresse quasi una cinquantina di pellicole, apparendo come attore in oltre trenta film. Fu anche sceneggiatore (con otto titoli) e montatore (un solo film).
Morì a Woodland Hills, Los Angeles il 12 giugno 1943 a 62 anni.

## Filmografia

### Regista
- A Girl of the Cafés (1914)
- The Cross of Crime (1914)
- The Wolf's Daughter (1914)
- When the Range Called
- The Dream Dance
- A House of Cards
- The Power of Prayer
- The Eagle (1915)
- The Red Virgin
- The Tenor
- The Deficit
- The Girl of the Dance Hall
- The Man in the Chair
- The Death Web
- The Silent Man (1915)
- The Web of Hate
- The Vacuum Test
- Blind Fury (1916)
- The Old Watchman (1916)
- Buck Simmons, Puncher
- The Inner Soul
- The Living Lie
- The Repentant (1916)
- At the Doors of Doom
- A Change of Heart (1916)
- The Quarter Breed
- Public Approval
- One of the Pack
- The Candle
- The Avenger (1916)
- By Right of Love
- Their Mother
- Stumbling
- The Desert Rat - cortometraggio (1919)
- The Two Doyles - cortometraggio (1919)
- Hell's Fury Gordon
- Vengeance and the Girl - cortometraggio (1919)
- The Uphill Climb - cortometraggio (1919)
- The Puncher and the Pup
- When Pals Fall Out - cortometraggio (1919)
- Brother Bill - cortometraggio (1919)
- Breezy Bob - cortometraggio (1919)
- The Cowboy and the Rajah
- Vanishing Trails - serial cinematografico (1920)
- The Desert Hawk (1924)
- Ridin' Wild (1925)
- Northern Code (1925)
- Las campanas de Capistrano

### Attore
- A Girl of the Cafés
- The Bloodhound
- In the Dragon's Claws
- Blind Fury, regia di Leon D. Kent (Leon De La Mothe) (1916)
- Buck Simmons, Puncher
- The Quarter Breed
- The Invisible Enemy, regia di William Stoermer  (1916)
- The Magnificent Meddler, regia di William Wolbert (1917)
- By Right of Possession, regia di William Wolbert (1917)
- The Spotted Lily, regia di Harry Solter (1917)
- Heart of the Sunset
- Her Moment
- Riddle Gawne
- All for Gold
- Captured Alive
- The Robber
- The Red Glove
- Ten Scars Make a Man
- The Desert Hawk, regia di Leon De La Mothe  (1924)
- Horse Sense, regia di Ward Hayes (1924)
- Slow Dynamite
- The Road Agent
- The Lost Trail, regia di J.P. McGowan (1926)
- The Iron Fist
- Cyclone Bob
- Buried Gold
- A Desperate Chance
- Pals
- A Peaceful Riot
- Triple Action
- Sitting Bull at the Spirit Lake Massacre
- Painted Trail
- Trailin' Back
- Trail Riders
- Human Targets

### Sceneggiatore
- The Dream Dance
- The Tenor
- Blind Fury, regia di Leon D. Kent (Leon De La Mothe) (1916)
- Buck Simmons, Puncher
- The Repentant
- The Quarter Breed
- Play Straight or Fight
- Las campanas de Capistrano

### Montatore
- Las campanas de Capistrano